# Plaveč (Czechy)
Plaveč – wieś i gmina w Czechach, w powiecie Znojmo, w kraju południowomorawskim. Według danych z dnia 1 stycznia 2013 liczyła 442 mieszkańców.